# 大分東明高等学校・向陽中学校
大分東明高等学校・向陽中学校（おおいたとうめいこうとうがっこう・こうようちゅうがっこう）は、大分県大分市千代町2-4-4にある私立高等学校・中学校。設置者は学校法人平松学園。向陽中学校は大分東明高等学校普通科特別進学コースに接続する併設型の中高一貫教育校であるとともに大分東明高等学校は大分県一のマンモス校。

## 概要
向陽中学校及び大分東明高等学校は、併設型の中高一貫教育校として、「質の高い教科指導をおこなう」、「コミュニケーション能力を高める」、「社会的な視野の広さを養う」、「豊かな人間性を育てる」という4つの指針のもと、少人数での個別教育を行っている。

### 教育方針
独創性・リーダーシップ・社会奉仕精神をそなえた「新たな人材をひらく人材」の育成

## 沿革[1][2]
- 1952年（昭和27年） - 平松商業高等学校設立
- 1954年（昭和29年）3月 - 学校法人平松学園創設。大分平松高等学校設置（商業科・普通科）
- 1957年（昭和32年） - 大分平松高等学校に家庭科設置
- 1961年（昭和36年）4月 - 大分平松高等学校に工業科（電気科・機械科）設置。平松中学校設置
- 1962年（昭和37年）4月 - 平松中学校を向陽中学校に、大分平松高等学校を大分東明高等学校にそれぞれ校名変更。大分東明高等学校に工業科（電子科・自動車科）設置
- 1964年（昭和39年） - 大分東明高等学校に農業科設置
- 1965年（昭和40年）2月 - 大分東明高等学校に衛生看護科設置
- 1977年（昭和52年） - コース制設置
- 1991年（平成3年） - 大分東明高等学校の普通科に歯科衛生コースを、商業科に情報処理コースを開設
- 2002年（平成14年） - 大分東明高等学校に衛生看護専攻科を設置し、衛生看護科との5年一貫看護師養成課程開始。大分東明高等学校に看護教養科医療系進学コースを設置
- 2006年（平成18年）4月 - 向陽中学校を再開（向陽中学校と大分東明高等学校を併設型中高一貫6年制とする）
- 2009年（平成21年）4月 - 大分東明高等学校商業科の商業・介護福祉コースが介護福祉士養成課程の指定を受ける

## 設置形態
- 向陽中学校
- 大分東明高等学校
  - 普通科
    - 特別進学コース（特別奨学生・向陽出身クラスの通称「特々進」と、普通科入試において一定の成績をおさめた「特進」がある）
    - 準特コース
    - 普通コース      　        　    　
    - 国際コース
    - 歯科衛生コース

  - 商業科
    - 商業・介護福祉コース
    - 情報処理コース　

  - 看護科
    - 5年一貫コース

  - 看護教養科
    - 医療系進学コース

## 教育
定期テストとは別に、「国語基礎力テスト」、「英語基礎力テスト」、「数学基礎力テスト」（理数系のみ。特進クラスでは文理関係なく受ける）というテストが存在する。通称「国基」、「英基」、「数基」。成績優秀者は廊下に張り出される。
朝のホームルームでは英語の単語テスト（通称朝単）[毎朝]、帰りのホームルームでは古文単語テスト（通称古単）[火・金のみ。クラスによっては毎日]がおこなわれる。学年やコースによっては帰りのホームルームに数学（通称"夕数"）、英作文、天声人語などをするところもあり、クラス担任によって様々。
女子の制服はコシノヒロコによるデザイン。男子の制服はスーツタイプである。向陽中学校も東明高校と似た制服であり、通学鞄がある。高校は女子のみ学校指定の靴。
特別進学コースでは7・8限目があり（平成22年度は9限目を設置したが翌年度より廃止）、土曜にも午前中授業（第1･3･5週のみ）がある。加えて、夏休み・春休み・冬休みは成績に関わらず補習があり授業を進める。このように同コースでは授業時間が豊富である。
特別進学コースは成績（主に模試の結果）に基づいてクラス編成を行う。
普通科国際コースではオーストラリアへ1週間の修学旅行・ホームステイがある（その他のコースの生徒も参加可）。また、韓国の高校生と交流する機会や、中国語を学べるなど、国際的に豊かな人材を育てることに特化している。

## 学校行事
- 4月 - 入学式
- 5月 - 体育祭
- 9月 - 文化祭（中学は10月に向陽祭）
- 11月 - 強歩大会
- 1月 - 百人一首大会（カルタ大会とも呼ばれ、三学期始業式の日に行われる）

## 部活動
運動部、文化部ともに様々な部活動がある。特に駅伝、アーチェリー、バトントワリング、ラグビーは全国レベルである。
また、部活動とは関係はないが、Jリーグ・大分トリニータU-18の選手の受け入れも積極的に行っており、多くのユース所属の選手が在学している。

## 交通
- JR九州日豊本線大分駅下車、徒歩約12分
- 大分交通新川停留所下車、徒歩約2分

## 高校関係者
- 有村光史 - 教諭・サッカー部監督。元プロサッカー選手。

## 主な出身者

### サッカー
- 西川周作 - プロサッカー選手（浦和レッズ）、日本代表経験者
- 梅崎司 - プロサッカー選手（大分トリニータ）、日本代表経験者
- 梶原公 - サッカー指導者、元プロサッカー選手（大分トリニータなど）
- 石田良輔 - 元プロサッカー選手（大分トリニータなど）
- 井上裕大 - 元プロサッカー選手（FC町田ゼルビアなど）
- 清武弘嗣 - プロサッカー選手（セレッソ大阪）、日本代表経験者
- 岸田和人 - プロサッカー選手（ラインメール青森FC）
- 岸田翔平 - プロサッカー選手（水戸ホーリーホック）
- 東慶悟 - プロサッカー選手（FC東京）、ロンドン五輪日本代表
- 越智亮介 - サッカー選手（VONDS市原）
- 刀根亮輔 - プロサッカー選手（大分トリニータ）
- 松原健 - プロサッカー選手（横浜F・マリノス）、日本代表経験者
- 茂平 - プロサッカー選手（大分トリニータ）
- 為田大貴 - プロサッカー選手（セレッソ大阪）
- 後藤優介 - プロサッカー選手（モンテディオ山形）
- 國分伸太郎  - プロサッカー選手（モンテディオ山形）
- 坂井大将 - プロサッカー選手（サムットプラーカーン・シティFC）
- 佐藤昂洋 - サッカー選手（ジェイリースFC）
- 姫野宥弥 - プロサッカー選手（カターレ富山）
- 岩田智輝 - プロサッカー選手（バーミンガム・シティFC）、日本代表経験者
- 江頭一輝 - 元プロサッカー選手（いわてグルージャ盛岡など）
- 吉平翼 - プロサッカー選手（カターレ富山）
- 野上拓哉 - サッカー選手（VONDS市原）
- 高畑奎汰 - プロサッカー選手（大分トリニータ）
- 弓場将輝 - プロサッカー選手（大分トリニータ）

### その他スポーツ選手
- 安部友恵 - 1993年世界陸上シュトゥットガルト大会女子マラソン銅メダリスト。ウルトラマラソン（100 km）世界最高記録保持者。
- 佐藤智之 - 元陸上競技選手、陸上競技指導者。
- 大塚祥平 - 陸上競技選手
- 青柳佳祐 - 元フットサル選手（バサジィ大分等）、元日本代表
- 本山尊 - ラグビーユニオン選手（NECグリーンロケッツ東葛)
- 河野孝太郎 - ラグビーユニオン選手（三重ホンダヒート加入予定)

### その他
- ユースケ・サンタマリア - 俳優・タレント・歌手。
- 安部賢一 - 俳優。
- 河野良祐 - 俳優。
- 友成由紀 - 長崎放送アナウンサー。
- メレ山メレ子 - ブロガー、エッセイスト。
- ドズル - ゲーム実況者、Youtuber。